# Lijst van voetbalinterlands Nederlandse Antillen - Venezuela
Deze lijst van voetbalinterlands is een overzicht van alle officiële voetbalwedstrijden tussen de nationale teams van de Nederlandse Antillen en Venezuela. De landen speelden zes keer tegen elkaar. Tijdens de eerste ontmoeting heetten de Nederlandse Antillen nog Curaçao. Dit dient niet verward te worden met het huidige Curaçao. Die eerste ontmoeting, een vriendschappelijke wedstrijd, werd gespeeld in Barranquilla (Colombia) op 19 december 1946. Het laatste duel, eveneens een vriendschappelijke wedstrijd, vond plaats op 9 juni 2008 in Willemstad.

## Wedstrijden
| № | Plaats       | Datum             | Competitie        | Wedstrijd                        | Uitslag |
| - | ------------ | ----------------- | ----------------- | -------------------------------- | ------- |
| 1 | Barranquilla | 19 december 1946  | Vriendschappelijk | Venezuela – Curaçao              | 0 – 1   |
| 2 | Caracas      | 9 januari 1959    | Vriendschappelijk | Venezuela – Nederlandse Antillen | 2 – 2   |
| 3 | Kingston     | 20 augustus 1962  | Vriendschappelijk | Venezuela − Nederlandse Antillen | 3 − 4   |
| 4 | Panama-Stad  | 11 maart 1970     | Vriendschappelijk | Venezuela − Nederlandse Antillen | 0 − 3   |
| 5 | Willemstad   | 11 januari 1981   | Vriendschappelijk | Nederlandse Antillen – Venezuela | 2 – 1   |
| 6 | Valencia     | 18 januari 1981   | Vriendschappelijk | Venezuela – Nederlandse Antillen | 1 – 0   |
| 7 | Havana       | 10 augustus 1982  | Vriendschappelijk | Venezuela − Nederlandse Antillen | 6 − 1   |
| 8 | Willemstad   | 26 september 1988 | Vriendschappelijk | Nederlandse Antillen – Venezuela | 0 – 0   |
| 9 | Willemstad   | 9 juni 2008       | Vriendschappelijk | Nederlandse Antillen – Venezuela | 0 – 1   |

## Samenvatting
| Competitie        | Totaal gespeeld | Winst Nederlandse Antillen | Gelijk | Winst Venezuela | Doelsaldo Nederlandse Antillen – Venezuela |
| ----------------- | --------------- | -------------------------- | ------ | --------------- | ------------------------------------------ |
| Vriendschappelijk | 9               | 4                          | 2      | 3               | 13 − 14                                    |
| Totaal            | 9               | 4                          | 2      | 3               | 13 − 14                                    |

NAVU · A-internationals · Nederlands-Antilliaans vrouwenelftal · Olympisch elftal
Antigua en Barbuda ·
Aruba ·
Bahama's ·
Barbados ·
Bermuda ·
Colombia ·
Costa Rica ·
Cuba ·
Denemarken ·
Dominicaanse Republiek ·
El Salvador ·
Grenada ·
Guatemala ·
Guyana ·
Haïti ·
Honduras ·
Jamaica ·
Kaaimaneilanden ·
Mexico ·
Nederland ·
Nicaragua ·
Panama ·
Puerto Rico ·
Saint Lucia ·
Saint Vincent en de Grenadines ·
Suriname ·
Trinidad en Tobago ·
Venezuela · 
Verenigde Staten
FVF · A-internationals · Selecties · Bondscoaches · Statistieken · Venezolaans vrouwenelftal · Olympisch elftal · Venezuela U21 · Venezuela U20 · Venezuela U19 · Venezuela U18 · Venezuela U17
1938 – 1949 ·
1950 – 1959 ·
1960 – 1969 ·
1970 – 1979 ·
1980 – 1989 ·
1990 – 1999 ·
2000 – 2009 ·
2010 – 2019 ·
2020 – 2029
1938 · 
1939–1945 · 
1946 · 
1947 · 
1948 · 
1949 · 1950 · 
1951 · 
1952 · 1953 · 1954 · 
1955 · 
1956 · 
1957–1964 · 
1965 · 
1966 · 
1967 · 
1968 · 
1969 · 
1970 · 
1971 · 
1972 · 
1973 · 
1974 · 
1975 · 
1976 · 
1977 · 
1978 · 
1979 · 
1980 · 
1981 · 
1982 · 
1983 · 
1984 · 
1985 · 
1986 · 
1987 · 
1988 · 
1989 · 
1990 · 
1991 · 
1992 · 
1993 · 
1994 · 
1995 · 
1996 · 
1997 · 
1998 · 
1999 · 
2000 · 
2001 · 
2002 · 
2003 · 
2004 · 
2005 · 
2006 · 
2007 · 
2008 · 
2009 · 
2010 · 
2011 · 
2012 · 
2013 · 
2014 · 
2015 · 
2016 · 
2017 ·
2018 ·
2019 ·
2020 ·
2021 ·
2022 ·
2023 ·
2024
Angola ·
Argentinië ·
Aruba ·
Australië ·
Bahama's ·
Bermuda ·
Bolivia ·
Brazilië ·
Canada ·
Chili ·
China ·
Colombia ·
Costa Rica ·
Cuba ·
Dominicaanse Republiek ·
Ecuador ·
El Salvador ·
Estland ·
Guatemala ·
Guinee ·
Haïti ·
Honduras ·
IJsland ·
Iran ·
Italië ·
Jamaica ·
Japan ·
Joegoslavië ·
Malta ·
Mexico ·
Moldavië ·
Nederlandse Antillen ·
Nicaragua ·
Nieuw-Zeeland ·
Nigeria ·
Noord-Korea ·
Oezbekistan ·
Oostenrijk ·
Panama ·
Paraguay ·
Peru ·
Puerto Rico ·
Saoedi-Arabië · 
Spanje ·
Syrië ·
Trinidad en Tobago ·
Uruguay ·
Verenigde Arabische Emiraten ·
Verenigde Staten ·
Zuid-Korea ·
Zweden ·
Zwitserland